# Michael Franzl
Michael Franzl (* 2. November 1986) ist ein deutscher Radrennfahrer.
Michael Franzl gewann 2004 eine Etappe bei dem Junioren-Rennen Münsterland Tour. Im Erwachsenenbereich wurde er 2006 Etappenzweiter bei der Kuba-Rundfahrt. In der Saison 2007 gewann Franzl die Gesamtwertung der U23-Rennserie Rad-Bundesliga und gewann bei der Tour de Berlin  eine Etappe und konnte so auch die Gesamtwertung für sich entscheiden. 2007 siegte er auch im Eintagesrennen Erzgebirgs-Rundfahrt.
2008 und 2009 fuhr er für das deutsche Continental Team Heizomat Mapei.

## Erfolge
2007
- Gesamtwertung und eine Etappe Tour de Berlin
- Gesamtsieger Rad-Bundesliga 2007

## Teams
- 2008 Team Mapei Heizomath
- 2009 Heizomat Mapei